# 小郡道路
小郡道路（おごおりどうろ）は、山口県山口市四辻から同市今坂に至る国道2号のバイパスである。
当初は同市陶を起点とした小郡バイパス（おごおりバイパス）として開通し、後に山陽自動車道山口南ICと接続する高架部2車線および平面部の4車線を拡幅延伸して高規格道路ネットワークに組み込む際、既存のバイパス区間と合わせて「小郡道路」の事業名が付けられた。
高速道路ナンバリングによる路線番号は、山陽自動車道（広島岩国道路を含む）と山口宇部道路（嘉川IC - 宇部JCT間）とともに、「E2」が割り振られている。

## 概要

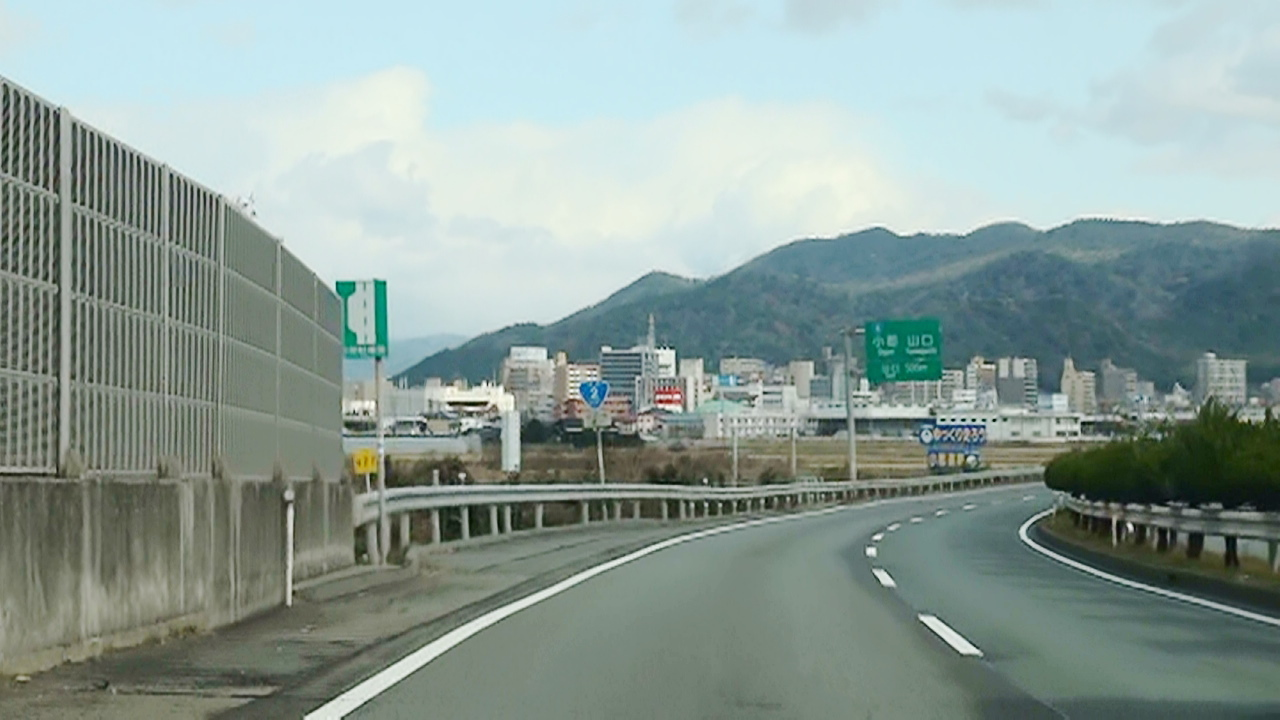
小郡道路の小郡IC付近

渋滞が著しい山口市小郡地区（旧小郡町）の市街地を迂回するバイパス道路として建設された。また山口宇部道路（山口県道6号山口宇部線）と共に山陽自動車道の本線と宇部下関線を接続する自動車専用道路として、「高速自動車国道に並行する一般国道自動車専用道路」に指定され、国土開発幹線自動車道である山陽自動車道としての機能も有している。
バイパス区間は1965年（昭和40年）に調査を開始し、1967年（昭和42年）に総事業費約55億円で事業化。1975年（昭和50年）2月27日に山口市陶（陶IC） - 同市今坂間が暫定2車線で開通した。開通時は自動車専用道路に指定されていなかったものの、市街地から離れた水田地帯を通過することから、同時期に計画された都市近郊型の周南バイパスとは異なり、将来の専用道路としての利用を考慮して設計されていた。
1990年（平成2年）3月31日までに全線が4車線（片側2車線）へ拡幅され、あわせて陶IC - 嘉川IC間が自動車専用道路に指定された。さらに山陽自動車道宇部下関線の建設計画に伴い、2001年（平成13年）3月10日に当道路の起点側、山口南IC - 陶IC間が完成2車線の本線（高架）部および一般（平面）部4車線で延伸。この際に起点が山口市陶から同市四辻へと変更、区間延長も9.33kmから12.6kmへと延伸された。
バイパス完成に伴い、山口市陶 - 同市今坂間で並行する従来の国道2号は山口県道335号江崎陶線（一部山口県道212号山口阿知須宇部線と重複）に指定された。また、国道9号は当初は中領交差点から南本町交差点を経て従来の国道2号と重複する経路をとっていたが、小郡道路の完成に伴い、幸の橋交差点から西進し岡屋IC以西で小郡道路を経由するルート（後の山口県道230号伊佐吉部山口線）に変更された。さらに小郡改良（山手バイパス）のバイパス区間完成に伴い、以降は小郡IC以西で小郡道路を経由するルートとなっている。

### 路線データ
- 起点：山口県山口市四辻（開通時は山口市陶）
- 終点：山口県山口市今坂（国道2号〈国道9号と重複〉の現道と接続）
- 延長：12.6 km（開通時は9.33 km）
- 規格：
専用部：第1種第3級[7]
一般部：第3種第1級[7]
- 設計速度：80 km/h（規制速度は70 km/h）
- 幅員：車道 21.5 m、側道 2.5 m×2
- 車線数：4車線（山口南IC - 陶ICは本線部2車線、一般部4車線）[1]

## 歴史
- 1965年（昭和40年）4月 : 調査に着手[2]。
- 1967年（昭和42年）4月 : 事業化[2]。
- 1968年（昭和43年）4月 : 事業用地取得に着手。
- 1970年（昭和45年）4月 : 道路本体工事に着手[2]。
- 1975年（昭和50年）2月27日 : 山口市陶（陶IC） - 山口市今坂間が暫定2車線で開通[1]。
- 1990年（平成2年）3月31日 : 全線が4車線（片側2車線）に拡幅され、陶IC - 嘉川IC間が自動車専用道路に指定[6]。
- 2001年（平成13年）3月10日 : 山口南IC - 陶IC間を本線（高架）部完成2車線、一般（平面）部4車線で延伸[1]。山口宇部道路と共に山陽自動車道に並行する一般国道自動車専用道路に指定。

## インターチェンジなど
- 全区間山口県山口市内に所在。
- IC番号欄の背景色が■である区間は既開通区間に存在する。
施設欄の背景色が■である区間は未開通区間または未供用施設に該当する。
- 路線名の特記がないものは市道。
- 英略字のICはインターチェンジを示す。

| IC 番号                  | 施設名           | 接続路線名                                    | 大阪 から （km） | 備考                                              |
| ------------------------ | ---------------- | --------------------------------------------- | ---------------- | ------------------------------------------------- |
| 41                       | 山口南IC         | E2 山陽自動車道                               | 470.6            | 国道2号の一般道路部と接続なし                     |
| -                        | 陶IC             | 国道2号 防府・周南方面 県道335号江崎陶線      | 473.1            | 嘉川IC方面出入口 県道335号は国道2号一般部のみ接続 |
| -                        | 名田島IC         | 県道61号山口小郡秋穂線                        | 474.5            |                                                   |
| -                        | 小郡IC           | 国道9号（小郡改良） 県道212号山口阿知須宇部線 | 476.0            |                                                   |
| -                        | 大原IC           |                                               | 478.0            |                                                   |
| -                        | 岡屋IC           | 国道190号 県道230号伊佐吉部山口線             | 480.0            |                                                   |
| -                        | 原条IC           |                                               | 481.1            | 山口南IC方面出入口                                |
| -                        | 嘉川IC           | E2 山口宇部道路                               | 481.8            |                                                   |
| -                        | 山口市今坂交差点 | 県道335号江崎陶線                             | 482.1            |                                                   |
| 国道2号 下関・北九州方面 |                  |                                               |                  |                                                   |

## 車線・最高速度
| 区間            | 車線 上下線=上り線+下り線 | 最高速度 | 備考      |
| --------------- | ------------------------- | -------- | --------- |
| 山口南IC - 陶IC | 2=1+1                     | 70 km/h  | 完成2車線 |
| 陶IC - 終点     | 4=2+2                     | 70 km/h  |           |